# 데포르테스 킨디오
데포르테스 킨디오(Deportes Quindío)는 콜롬비아 킨디오 주에 위치한 아르메니아를 연고로 하는 축구팀이다. 이 팀은 1951년에 창단하였다.

## 선수 명단

### 현역
참고: FIFA 자격 규정에 따라 소속된 국가대표팀 국기를 표시합니다. 선수는 복수의 FIFA 비회원국 국적을 가지고 있을 수 있습니다.
| 번호 | 포지션 | 국적     | 이름            |
| ---- | ------ | -------- | --------------- |
| 6    | MF     | 콜롬비아 | 프레디 발렌시아 |

| 번호 | 포지션 | 국적     | 이름              |
| ---- | ------ | -------- | ----------------- |
| 17   | FW     | 파라과이 | 데를리스 카바냐스 |
| 26   | MF     |          | 곤살로 바글리보   |

### 역대
틀:데포르테스 킨디오 선수 명단